# Збірна СРСР з баскетболу
Збірна СРСР з баскетболу — чоловіча збірна СРСР, яка представляла Радянський Союз на міжнародних баскетбольних змаганнях. Керуючою організацією збірної виступала Федерація баскетболу СРСР. Офіційно збірна проіснувала з 1947 по 1990 рік, а також в 1992 як об'єднана команда СНД на Олімпійських іграх. Правонаступницею стала збірна Росії з баскетболу. Протягом 45 років свого існування була однією з найсильніших чоловічих національних баскетбольних збірних світу. Взяла участь у 9 Олімпіадах (2 перемоги), 9 чемпіонатах світу (3 перемоги) і 21 чемпіонаті Європи (14 перемог).

## Команда
Одна з найсильніших команд світу протягом 1950-х, 1960-х, 1970-х і 1980-х років. Завойовувала медалі на всіх 9 Олімпіадах, у яких взяла участь: 2 золота, 4 срібла і 3 бронзи.
Всього ж у фінальних стадіях 39 турнірів (9 Олімпіадах), чемпіонатів світу (9) і Європи (21) з 1947 по 1992 роки, в яких збірна СРСР взяла участь (крім 1959). З 1957 по 1971 роки збірна СРСР виграла поспіль 8 чемпіонатів Європи.
Одна з найбільш пам'ятних сторінок в історії радянського спорту — скандальна перемога баскетбольної збірної СРСР над збірної США у фіналі Олімпіади-1972 в Мюнхені з рахунком 51-50, здобута на останніх секундах матчу.
Основний внесок в успіхи радянської збірної вносили, як правило, російські, литовські та українські баскетболісти. Помітну роль відігравали й представники Грузії, Естонії, Латвії, Казахстану та інших республік Радянського Союзу.
Тренери, з якими пов'язані багаторічні успіхи радянського чоловічого баскетболу на міжнародній арені — Степан Спандарян, Олександр Гомельський і Володимир Кондрашин.

## Досягнення
- Олімпійські чемпіони (2): 1972, 1988
- Срібні призери Олімпійських ігор (4): 1952, 1956, 1960, 1964
- Бронзові призери Олімпійських ігор (3): 1968, 1976, 1980
- Чемпіони світу (3): 1967, 1974, 1982
- Віце-чемпіони світу (3): 1978, 1986, 1990
- Чемпіони Європи (14): 1947, 1951, 1953, 1957, 1959, 1961, 1963, 1965, 1967, 1969, 1971, 1979, 1981, 1985

## Відомі гравці
| - Геннадій Вольнов - Зураб Саканделідзе - Сергій Бєлов - Модестас Паулаускас - Анатолій Поливода - Алжан Жармухамедов - Яак Ліпсі - Яніс Круміньш - Іван Єдешко - Олександр Бєлов - Болошев Олександр - Дворний Іван - Коркія Михайло - Кондрашин Володимир - Сергеюс Йовайша - Володимир Ткаченко - Анатолій Мишкін - Станіслав Єрьомін - Олександр Білостінний - Сергій Тараканов - Вальдемарас Хомічюс - Арвідас Сабоніс - Рімас Куртінайтіс - Олександр Волков - Валерій Тихоненко - Шарунас Марчюленіс - Андрєєв Володимир - Отар Коркія |

## Історія виступів
| Літні Олімпійські ігри | Літні Олімпійські ігри | Літні Олімпійські ігри | Літні Олімпійські ігри | Літні Олімпійські ігри |
| Рік                    | Результат              | Ігри                   | Пер                    | Пор                    |
| ---------------------- | ---------------------- | ---------------------- | ---------------------- | ---------------------- |
| 1936                   | не брали участь        | не брали участь        | не брали участь        | не брали участь        |
| 1948                   | не брали участь        | не брали участь        | не брали участь        | не брали участь        |
| 1952                   | срібна медаль          | 8                      | 6                      | 2                      |
| 1956                   | срібна медаль          | 8                      | 6                      | 2                      |
| 1960                   | срібна медаль          | 8                      | 6                      | 2                      |
| 1964                   | срібна медаль          | 9                      | 8                      | 1                      |
| 1968                   | бронзова медаль        | 9                      | 8                      | 1                      |
| 1972                   | золота медаль          | 9                      | 9                      | 0                      |
| 1976                   | бронзова медаль        | 7                      | 6                      | 1                      |
| 1980                   | бронзова медаль        | 7                      | 6                      | 2                      |
| 1984                   | бойкот                 | бойкот                 | бойкот                 | бойкот                 |
| 1988                   | золота медаль          | 8                      | 7                      | 1                      |
| 1992                   | 4-е місце              | 8                      | 5                      | 3                      |
| Загалом                | 10/13                  | 82                     | 66                     | 16                     |

| Чемпіонат світу з баскетболу | Чемпіонат світу з баскетболу | Чемпіонат світу з баскетболу | Чемпіонат світу з баскетболу | Чемпіонат світу з баскетболу |
| Рік                          | Результат                    | Ігри                         | Пер                          | Пор                          |
| ---------------------------- | ---------------------------- | ---------------------------- | ---------------------------- | ---------------------------- |
| 1950                         | не брали участь              | не брали участь              | не брали участь              | не брали участь              |
| 1954                         | не брали участь              | не брали участь              | не брали участь              | не брали участь              |
| 1959                         | 6 місце                      | 9                            | 7                            | 2                            |
| 1963                         | 3 місце                      | 9                            | 7                            | 2                            |
| 1967                         | чемпіони                     | 9                            | 8                            | 1                            |
| 1970                         | 3 місце                      | 9                            | 7                            | 2                            |
| 1974                         | чемпіони                     | 10                           | 9                            | 1                            |
| 1978                         | 2 місце                      | 7                            | 6                            | 1                            |
| 1982                         | чемпіони                     | 9                            | 8                            | 1                            |
| 1986                         | 2 місце                      | 12                           | 11                           | 1                            |
| 1990                         | 2 місце                      | 8                            | 6                            | 2                            |
| Загалом                      | Загалом                      | 82                           | 69                           | 13                           |

| Чемпіонат Європи з баскетболу | Чемпіонат Європи з баскетболу | Чемпіонат Європи з баскетболу | Чемпіонат Європи з баскетболу | Чемпіонат Європи з баскетболу |
| Рік                           | Результат                     | Ігри                          | Пер                           | Пор                           |
| ----------------------------- | ----------------------------- | ----------------------------- | ----------------------------- | ----------------------------- |
| 1935 — 1946                   | не брали участь               | не брали участь               | не брали участь               | не брали участь               |
| 1947                          | чемпіони                      | 6                             | 6                             | 0                             |
| 1949                          | не брали участь               | не брали участь               | не брали участь               | не брали участь               |
| 1951                          | чемпіони                      | 9                             | 9                             | 0                             |
| 1953                          | чемпіони                      | 10                            | 10                            | 0                             |
| 1955                          | 3 місце                       | 11                            | 9                             | 2                             |
| 1957                          | чемпіони                      | 10                            | 10                            | 0                             |
| 1959                          | чемпіони                      | 9                             | 9                             | 0                             |
| 1961                          | чемпіони                      | 8                             | 8                             | 0                             |
| 1963                          | чемпіони                      | 9                             | 9                             | 0                             |
| 1965                          | чемпіони                      | 9                             | 9                             | 0                             |
| 1967                          | чемпіони                      | 9                             | 9                             | 0                             |
| 1969                          | чемпіони                      | 7                             | 6                             | 1                             |
| 1971                          | чемпіони                      | 7                             | 7                             | 0                             |
| 1973                          | 3 місце                       | 7                             | 6                             | 1                             |
| 1975                          | 2 місце                       | 7                             | 6                             | 1                             |
| 1977                          | 2 місце                       | 7                             | 5                             | 2                             |
| 1979                          | чемпіони                      | 7                             | 6                             | 1                             |
| 1981                          | чемпіони                      | 9                             | 9                             | 0                             |
| 1983                          | 3 місце                       | 7                             | 6                             | 1                             |
| 1985                          | чемпіони                      | 8                             | 7                             | 1                             |
| 1987                          | 2 місце                       | 8                             | 7                             | 1                             |
| 1989                          | 3 місце                       | 5                             | 4                             | 1                             |
| Загалом                       | Загалом                       | 169                           | 157                           | 12                            |